# William Judge
Ne doit pas être confondu avec William Quan Judge.
Pour les articles homonymes, voir Judge.
William Judge, né le 28 avril 1850 à Baltimore et mort le 16 janvier 1899 à Dawson City, est un missionnaire jésuite américain. 

## Biographie
Après être entré chez les Jésuites en 1840, il se porte volontaire pour l'Alaska. Il sert ainsi deux ans à Holy Cross Mission sur le Yukon puis à la petite mission de Nulato où il fait construire une église. 
Il part en 1894 pour Fortymile où il est nommé et arrive en mars 1897 à Dawson City où il fonde, pendant la ruée vers l'or du Klondike, l'hôpital St-Mary. Il y gagne le surnom de « Saint de Dawson City ». 
Il meurt d'une pneumonie à Dawson City le 16 janvier 1899.
Jules Verne le mentionne dans son roman Le Volcan d'or (partie 1, chapitre XI).
En 1987 il entre dans la Liste des personnes d'importance historique nationale.